# 1451 w literaturze
Wydarzenia literackie w 1451 roku.

## Urodzili się
- 17 lutego - Raffaello Maffei, włoski humanista (zm. 1522)
- data nieznana - Makhdoom Bilawal, muzułmański filozof i poeta (zm. 1522)

## Zmarli
- 15 kwietnia - Johannes Hoffmann von Schweidnitz, niemiecki teolog (ur. ok. 1375)
- data nieznana - John Lydgate, angielski poeta (ur. ok. 1379)